# Dienville
Dienville ist eine französische Gemeinde mit 821 Einwohnern (Stand: 1. Januar 2022) im Département Aube in der Region Grand Est; sie gehört zum Arrondissement Bar-sur-Aube und zum Kanton Brienne-le-Château.

## Geographie
Dienville liegt an der Aube in der Landschaft Trockenen Champagne, rund 35 Kilometer ostnordöstlich von Troyes. Umgeben wird Dienville von den Nachbargemeinden Radonvilliers im Norden und Westen, Brienne-la-Vieille im Norden und Nordosten, La Rothière im Osten und Nordosten, Unienville im Osten und Südosten sowie Amance im Süden.

## Bevölkerungsentwicklung
| Jahr                       | 1962 | 1968 | 1975 | 1982 | 1990 | 1999 | 2006 | 2011 | 2018 |
| Einwohner                  | 844  | 844  | 812  | 781  | 796  | 747  | 790  | 871  | 876  |
| Quellen: Cassini und INSEE |      |      |      |      |      |      |      |      |      |

## Sehenswürdigkeiten
- Kirche Saint-Quentin aus dem 16. Jahrhundert, seit 1907 Monument historique
- Friedhof, Monument historique
- Hügelkapelle aus dem 12. Jahrhundert
- Schloss
- Markthalle

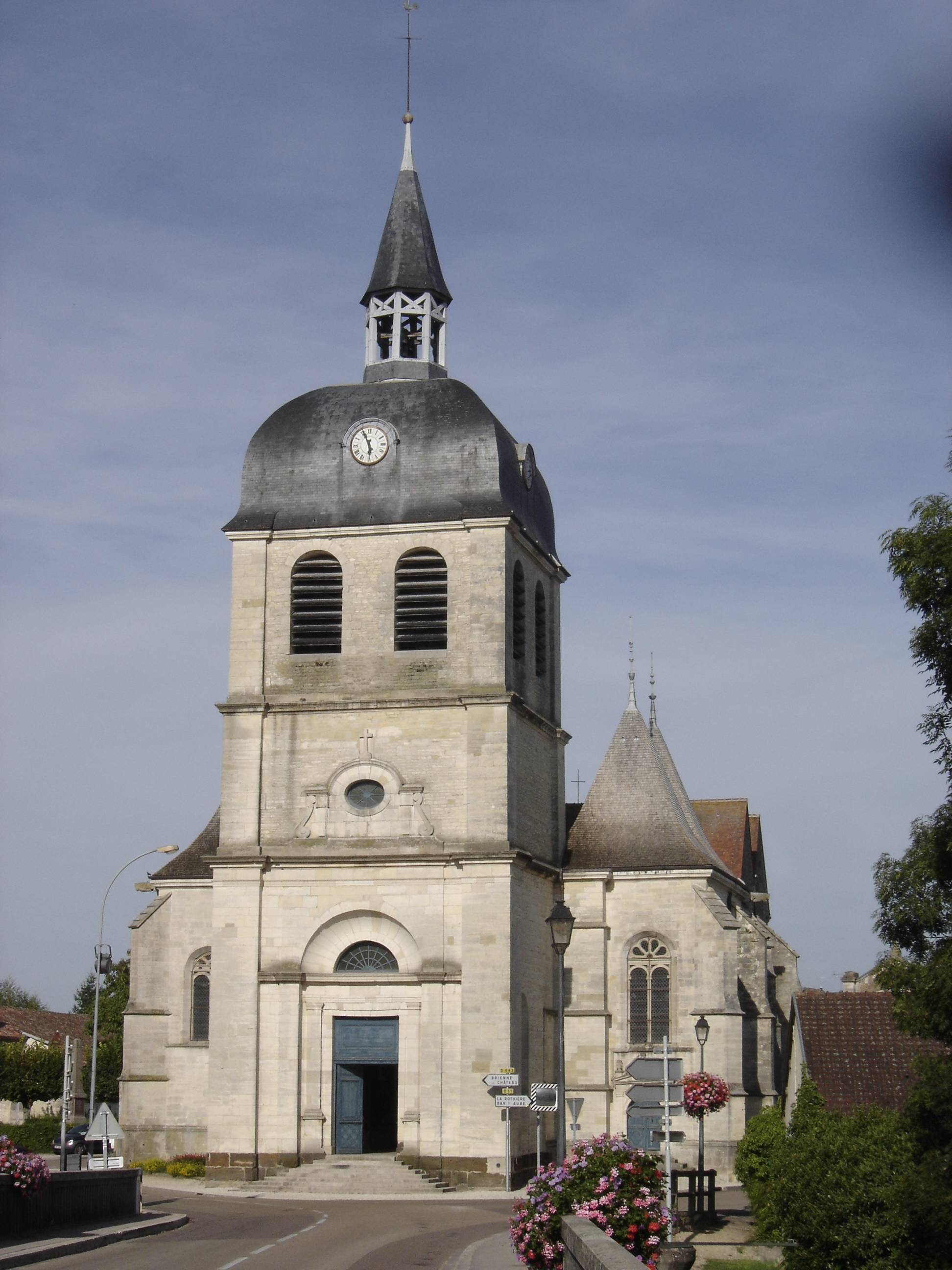
Kirche Saint-Quentin
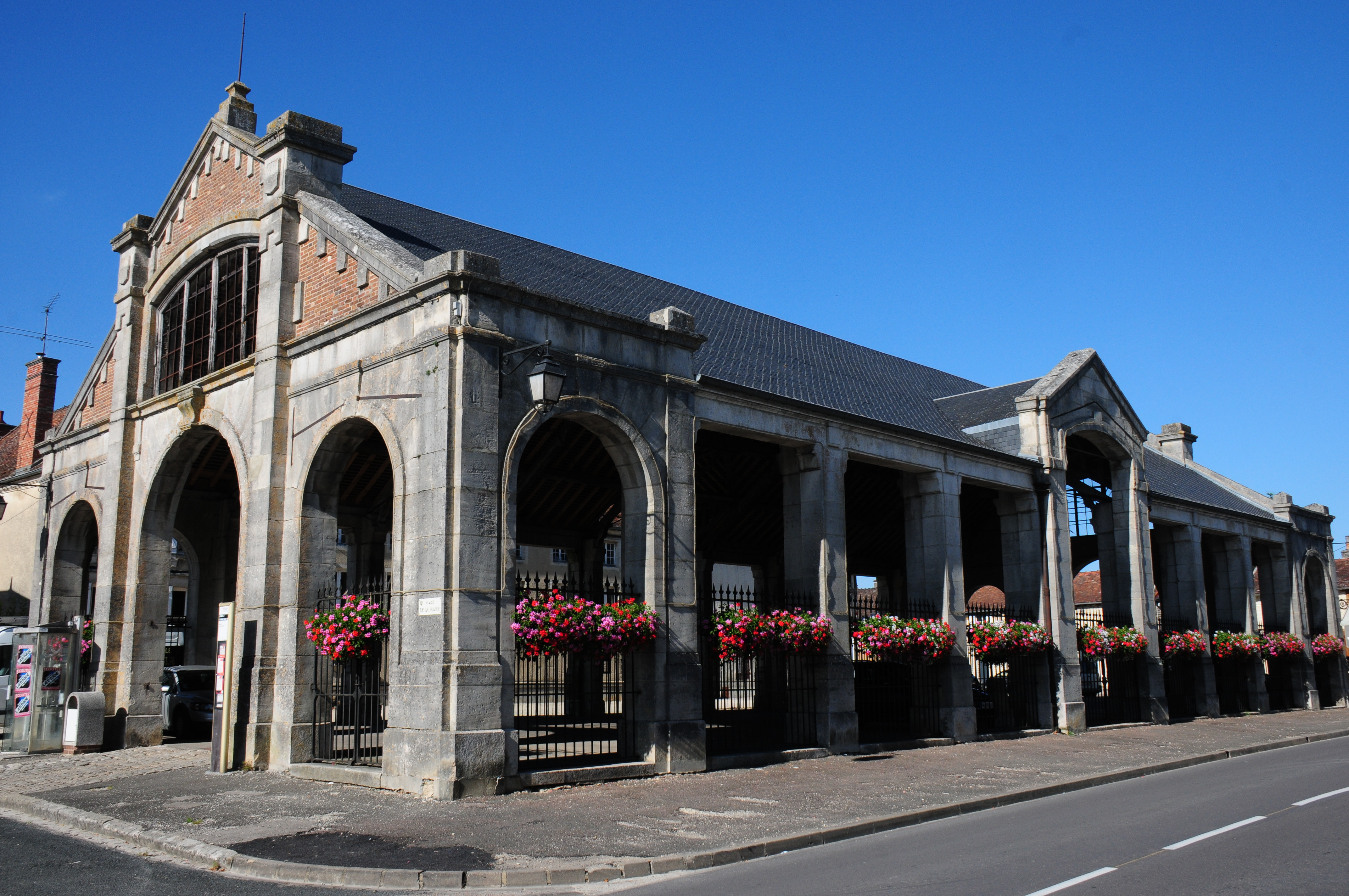
Markthalle